# 1891

## أحداث
- تأسيس مدينة إديا وتقع حاليا في الكاميرون.
- تأسيس مدينة نورث باي، أونتاريو وتقع حاليا في كندا.
- تأسيس مدينة تنجا وتقع حاليا في تنزانيا.
- 30 يناير: تأسيس مدينة فلورنسيو فاريلا وتقع حاليا في الأرجنتين.
- 5 فبراير: تأسيس مدينة نوفا ليما وتقع حاليا في البرازيل.
- 15 أكتوبر: تأسيس مدينة خينوتيغا وتقع حاليا في نيكاراغوا.
- أنشئت حديقة الحيوان بالجيزة
- اعتماد البصمات في التحقيقات لأول مرة وبالضبط في الأرجنتين
- 1 أكتوبر - افتتاح جامعة ستانفورد في ولاية كاليفورنيا الأمريكية.
- نشأت رياضة كرة السلة في ولاية ماساتشوستس الأميركية بفضل جهود معلم التربية البدنية الكندي جايمس نايسميث. وخلال بدايات القرن العشرين لعبت جمعية الشبان المسيحيين (YMCA) دوراً كبيراً في نشر هذه الرياضة في الولايات المتحدة وأوروبا.

## مواليد
- آرثر دريوري
- أحمد نجيب الهلالي
- أفيريل هاريمان
- أنتونيو غرامشي
- أنطونيو سينيي
- أوتو شميدت
- إرفين رومل
- إستفان روستي
- إسماعيل مظهر
- إيفان جول
- المحفوظ (عالم دين)
- بار لاغركفيست
- بشارة واكيم
- بوريس يوفان
- بيدرو ساليناس
- بيير لويجي نيرفي
- جاك ليبشيتز
- جورج أنطونيوس
- جورج كاي
- جوزيف آرثر بادواي
- جون نورثروب
- جون هنري ستيل
- جيمس تشادويك
- حامد الآمدي
- حسن الهضيبي
- حسن فايق
- خوسي لوريل
- دانيلو إيليش
- ستيفان بيبوروسكي
- سعد الله الجابري
- سلطان الأطرش
- شكري القوتلي
- عارف العارف
- فالتر بوته
- فردريك بانتنغ
- فوميمارو كونويه
- كارل دونيتس
- كارل ستالينغ
- كول بورتر
- محسن ظافر المدني
- محمد اليمني الناصري
- محمود مختار
- ميخائيل بولغاكوف
- ميشال شيحا
- ناجي شوكت
- نيلي زاكس
- هارولد ألكسندر
- هانز رايخينباخ
- جيمس إدوارد والش، قسيس ومبشر أمريكي.

### أغسطس
- 17 أغسطس - دولسي ماري بيلرز، رسامة توضيحية إنجليزية متخصصة في الرسوم الطبية.

### سبتمبر
- 12 سبتمبر -  آرثر سولزبرجر، ناشر وصحفي أمريكي يهودي.

### أكتوبر
- 21 أكتوبر -  شكري القوتلي، رئيس الجمهورية السورية الأولى وزعيم سياسي سوري.

## وفيات
- آرتور رامبو
- إبراهيم الأحدب
- جون ماكدونالد
- ديفيد سيتيل ريد
- ديفيد شلبي وولكر
- روبرت ويتني وارمن
- سانيتومي سانجو
- عبد الله بن فيصل بن تركي آل سعود
- فردريك هنري أمبروز سكريفنر
- فلهيلم إدوارد فيبر
- لوسيوس روبنسون
- هيلموت فون مولتكه